# Sunnanå, Burlövs kommun
Se även Sunnanå, Dragsfjärds kommun och Sunnanå, Söderhamns kommun
Sunnanå är en småort i Burlövs kommun i Skåne län, belägen omedelbart öster om tätorten Malmö.
Till småorten räknas bebyggelsen av främst villor belägen väster om Yttre Ringvägen och söder om riksväg 11. Själva byn Sunnanå är till ytan större än småorten, då bland annat fem gårdar, vilka numera ligger söder om riksväg 11, räknas till denna. Genom Yttre Ringvägens tillkomst 1997–2000 byggdes Trafikplats Sunnanå, där denna korsar riksväg 11. Under 2000-talet har denna norra del av Sunnanå successivt exploaterats för ett handels- och industriområde med namnet Stora Bernstorp (namnet taget från en gård, vilken numera ligger mitt i den nya bebyggelsen.)

## Historia
Namnet, skrivet Götherslöff Synnenaa 1320, kommer av att byn ligger söder om Sege å. Norr om ån ligger Nordanå i Görslövs socken i Staffanstorps kommun (en mindre del av Nordanå ligger i Burlövs kommun). I söder gränsar Sunnanå till Tullstorp i Husie socken i Malmö kommun, och i öster till Särslöv i Staffanstorps kommun. Väster/sydväst om Sunnanå/Stora Bernstorp ligger villaområdet Valdemarsro i Malmö kommun. Fram till 1889 räknades Sunnanå till Oxie härad. Traditionen antyder därigenom att byn en gång hört till Särslövs socken. Det är dock osäkert, och Sunnanå har sedan länge räknats till Burlövs socken (som ligger i Bara härad). Ursprungligen låg byn strax söder om nuvarande Staffanstorpsvägen, utmed Sege å. Innan Stora Bernstorps gårds utflyttning 1795 fanns där åtta gårdar. Utflyttning av gårdarna fortsatte under 1800-talets första decennier, med syfte att skapa sammanhängande ägor för de olika fastigheterna. Endast två gårdar (Sunnanå 4:3 och Sunnanå 2:2) finns i dag kvar på den gamla byplatsen.